# Джек Макфарленд
Джон Филипп Макфарленд по прозвищу Джек — персонаж американской комедии Уилл и Грейс в исполнении актёра Шона Хейса.

## Биография персонажа
Джек родился в сентябре 1969 года и воспитывался матерью Джудит (Вероника Картрайт) и отчимом Дэниэлом (Бо Бриджес). В детстве за ним присматривала няня Сисси, в исполнении Деми Мур. Мать Джека долгое время не знала о гомосексуальности сына: 

Грейс: К нам присоединится мама Джека и она не знает, что Джек — гей. 

Карен: Она что, слепая?!
Отчим, напротив, стал догадываться о предпочтениях пасынка когда тот ещё был подростком. Несмотря на то, что Джек постоянно отзывается об отчиме, как о холодном и бесчувственном человеке, Дэниел на самом деле является очень дружелюбным и находит общий язык с сыном Джека Элиотом. В университете Джек подружился со студентом Уиллом Труманом и помог ему осознать и принять свою ориентацию.